# Beijing International Challenger 2012
Der Beijing International Challenger 2012 war ein Tennisturnier der ATP Challenger Tour 2012 für Herren und ein Tennisturnier des ITF Women’s Circuit 2012 für Damen in Peking. Sie fanden zeitgleich vom 29. Juli bis 5. August 2012 statt.